# Asplenium bullatum
Asplenium bullatum är en svartbräkenväxtart som beskrevs av Nathaniel Wallich. Asplenium bullatum ingår i släktet Asplenium och familjen Aspleniaceae. Inga underarter finns listade.